# Quan Trung

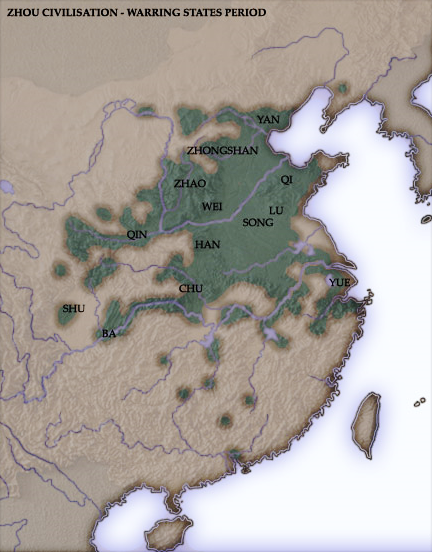
Trung Quốc vào thời Chiến Quốc. Quan Trung ('Qin') ở góc đông nam của hình chữ nhật tạo bởi Hoàng Hà và Vị Hà.

Quan Trung (giản thể: 关中; phồn thể: 關中; bính âm: Guānzhōng), bình nguyên Quan Trung (關中平原) hay bình nguyên Vị Hà (渭河平原), là một khu vực lịch sử của Trung Quốc tương ứng với thung lũng hạ du của Vị Hà. Khu vực được gọi là Quan Trung để phân biệt với "Quan Đông", tức bình nguyên Hoa Bắc. Bình nguyên Hoa Bắc có ranh giới phía tây là các dãy núi. Hoàng Hà chảy xuyên qua chúng ở Hàm Cốc quan và chia tách Quan Trung với Quan Đông. Vào thời Chiến Quốc, Quan Trung nằm ở rìa phía tây của nền văn minh Trung Hoa và do Tần kiểm soát. Do Tần tiến hành quân quốc chủ nghĩa ở mức cao hơn cho nên các địch thủ của nước này tuyên bố Tần tiếp nhận phong tục man di và không mang đầy đủ đặc tính Hán. Có câu nói rằng "Quan Trung sản sinh ra các tướng quân và Quan Đông sản sinh ra các thừa tướng". Nước Tần sau đó đã thống nhất Trung Hoa và Quan Trung cũng trở thành trung tâm của nhà Tần và một vài triều đại sau đó.
Bao quanh Quan Trung là:
- Tiêu quan (萧关/蕭關) ở phía bắc,
- Hàm Cốc quan (函谷关/函谷關) ở phía đông,
- Vũ quan (武关/武關) ở phía nam,
- Đại tán quan (大散关/大散關) ở phía tây,

Xét về mặt lịch sử, "quan" (hoặc đèo) quan trọng nhất là Hàm Cốc quan, dọc theo Hoàng Hà và phân tách Quan Trung với bình nguyên Hoa Bắc. Quan Trung bao gồm phần trung tâm của tỉnh Thiểm Tây và cực tây của Hà Nam ngày nay.
Độ cao trung bình của bình nguyên Quan Trung là khoảng 500 mét. Tây An, tỉnh lị của Thiểm Tây, là thành phố lớn nhất tại Quan Trung, ngoài ra, còn có các thành phố khác như Đồng Xuyên, Bảo Kê, Hàm Dương và Vị Nam.
Bình nguyên là vùng trung tâm của Tần vào thời Chiến Quốc. Với đất đai màu mỡ và hệ thống tưới tiêu tốt, Tần đã phát triển vượt trội so với các nước khác, và cuối cùng thống nhất Trung Quốc. Từ thời nhà Chu, khu vực này là nơi định đô của 12 triều đại Trung Quốc như nhà Hán, nhà Tùy, và nhà Đường. Đến triều nhà Đường, trung tâm kinh tế của Trung Quốc đã chuyển về phía nam đễn lưu vực Trường Giang và Quan Trung ngày cảng trở nên phu thuộc vào hàng nhập đến thông qua Đại Vận Hà. Sau khi phá hủy Trường An và những năm cuối nhà Đường, Quan Trung đã bị suy giảm tầm quan trọng cả về chính trị cũng như kinh tế đối với các triều đại sau này.